# Buxus pseudaneura
Buxus pseudaneura är en buxbomsväxtart som beskrevs av Egon Köhler. Buxus pseudaneura ingår i släktet buxbomar, och familjen buxbomsväxter. Inga underarter finns listade i Catalogue of Life.